# Dasylophia russula
Dasylophia russula är en fjärilsart som beskrevs av Paul Dognin 1909. Dasylophia russula ingår i släktet Dasylophia och familjen tandspinnare. Inga underarter finns listade i Catalogue of Life.